# Angela Asher
Angela Asher (Canada, ...) è un'attrice e ballerina canadese.

## Biografia
Angela Asher è nota per il ruolo di Tara Mercer nella sitcom 18 to Life. Dal 2017 insegna danza presso varie scuole.

## Filmografia parziale

### Cinema
- A Touch of Grey, diretto da Ian Mah e Sandra Feldman (2009)

### Televisione
- 18 to Life - sitcom (2010-2011)
- Coroner – serie TV, episodio 4x10 (2022)

## Doppiatrici italiane
Nelle versioni in italiano delle opere in cui ha recitato, Angela Asher è stata doppiata da:
- Elena Morara in Northern Rescue